# Jaco:neco
jaco:neco（じゃこうねこ、麝香猫）は、1980年代から1990年代前半にかけて活動したロック系ガールズバンド。

## 歩み

### アマチュア時代
1980年、「麝香猫」結成。以後、4人から5人で活動する。
1982年、ヤマハの中部地区ロックコンテスト「MidLand'82」出場。「海'82」「脳天気Rock'n Roll」の2曲を演奏し、ドラムのグレースがベストドラマー賞を受賞。
1985年、女性3人の3ピースバンドの形態が定着。
1986年、関東に進出しライブ活動を展開。
1987年、徳間ジャパン発売のオムニバス「レベルストーリートSOME GIRLS」に参加。

### メジャーデビュー
1989年、メルダックよりメジャーデビュー。1stアルバム「Jaco:Neco」をリリース。当時のメンバーは、ボーカル・ギターのロザ、ベース・キーボードのデビル、ドラムのグレース。
1990年、ライブビデオと2nd アルバム「HIGH PEOPLE」をリリース、収録されていた「お前はヴィーナス」はスマッシュヒット。
1991年には3rdアルバム「3P」をリリース。同年､ドラムのグレース脱退。ドラムに男性のブラザーが加入、バンド名も元の「麝香猫」に戻す。

### インディーズ回帰
1993年4月、インディーズ1stCD「今すぐシャブMe」をリリース。同年11月には「禁じられた遊び」をリリースする。
1994年期に解散。

## メンバー
- ロザ(ボーカル、ギター)　愛知県出身
1995年から「リンダ」として新たなバンド「オレンジカウンティ」（後に"Orange Kandyに改名）で活躍。日本ビクターから1998年8月に１stアルバム「Lick This!」を発表。2001年2月末のライヴを最後に活動を停止。
- デビル(キーボード、ベース、コーラス)　愛知県出身
「ゲイツ」という新バンドを作り、都内ライブハウスで活動。ギロチンというバンド名に変更。その後、中山加奈子とのユニットで活動。バンドグループの壁を越えて結成された女性ロックバンド「NIGHT MOTHERS」に所属。
- グレース(ドラムス＆コーラス)　愛知県出身
1991年に脱退後、フリーのドラマーとして活躍している。1990年代の後半から作詞家としても活動し、沢田研二のツアー参加。アルバム、シングルに詞を提供。出演映画「大地を叩く女」がゆうばり国際ファンタスティック映画祭2008グランプリ受賞。
- ブラザー(ドラムス)
解散後、新たに結成された別のバンドに参加。

## 注
1. ↑  グレース本人インタビュー

## ディスコグラフィ

### メジャー時代のアルバム
- JACO:NECO(1989年6月21日) 
  - 収録曲：SEXY MONKEY／WILD WOMAN／黒い天使／Take It Easy／リップシンク／70'S PIGS／COOL SOUL SURVIVOR／You Better Love Somebody／SWEET BLOOD／ストローヘッド／ORANGE GARDEN／Fall In Hell Flowers
- High People(1990年2月21日)
  - 収録曲：左まわりの時計／DOWN ON THE HERO／あたしの人生なんてそんなものさ／SCREW DRIVER ／カメレオン・ムービー／OLD RADIO／雲の上で／私は風／SUNSHINE CALLS ME ／お前はヴィーナス／HIGH PEOPLE
- 3P(1990年11月21日)
  - 収録曲：LIFE GAME／神経衰弱／いつか見た夢／天国の入口／THE END ／ALL MY TOMORROWS ／都会の中の自由な鳥 ／ピンキッシュパンキッシュスリル ／HOT SNAKE ／生まれたままの姿で／ソウルバーゲン 	／SHE LOVE

### ビデオ
- LIVE SELECTION (1990年9月21日)
1990年4月24日の日清パワーステーションでのライブを収録

### インディーズ時代のアルバム
- 今すぐシャブMe
  - 収録曲：シャブ／TAXI DRIVER／PLAY THE ROMANCE／St'99 Party／DO IT BABY／SEX SONG／銀の鱗、他、全７曲。
- 禁じられた遊び
  - 収録曲：Sunshine Child／Jelly Roll Rose／深い眠り／愛をください／Coda、他、全８曲。